# Uczelniany Koszykarz Roku Helms Foundation
Uczelniany Koszykarz Roku Helms Foundation (oficjalna nazwa: Helms Foundation College Basketball Player of the Year) – nagroda przyznawana corocznie najlepszemu koszykarzowi akademickiemu NCAA Division I. Po raz pierwszy została przyznana po zakończeniu sezonu 1904–05 przez sportową fundację Helms Athletic Foundation. Po sezonie 1978–79 zaprzestano jej przyznawania.
Była to pierwsza nagroda Most Valuable Player (MVP) przyznawana koszykarzom w Stanach Zjednoczonych, a Helms Athletic Foundation uznawano wtedy za autorytet w kwestiach męskiej koszykówki akademickiej. Jej laureaci byli uznawani oficjalnie za najlepszych zawodników akademickich w kraju, zanim nie powstały nagrody Naismith College Player of the Year oraz John R. Wooden Award, które są traktowane aktualnie jako MVP sezonu NCAA.
Dziewięciu zawodników zdobyło ją więcej niż jeden raz, w tym Lew Alcindor jako jedyny w historii uzyskał ją trzykrotnie. 

## Laureaci

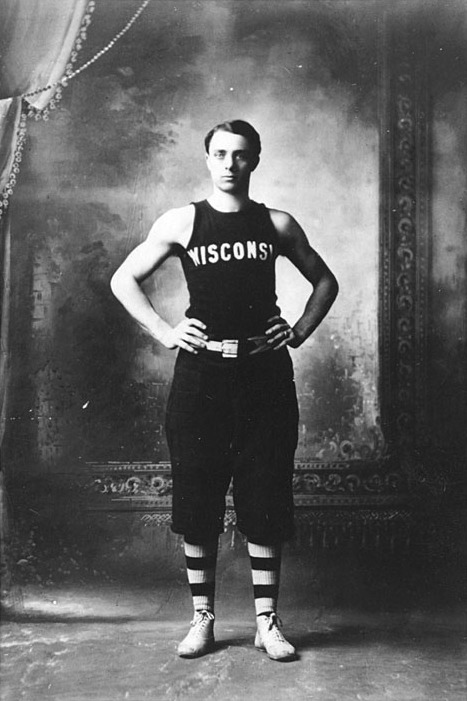
Christian Steinmetz został pierwszym laureatem nagrody w 1905 roku.

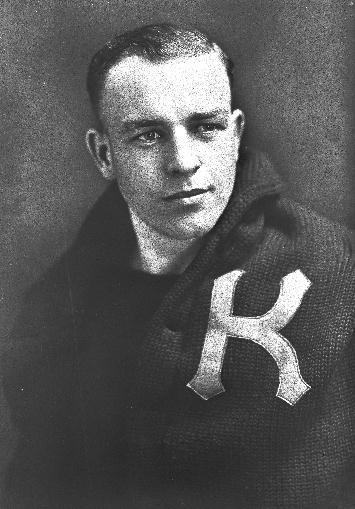
Paul Endacott, członek Koszykarskiej Galerii Sław, laureat z 1923 roku.

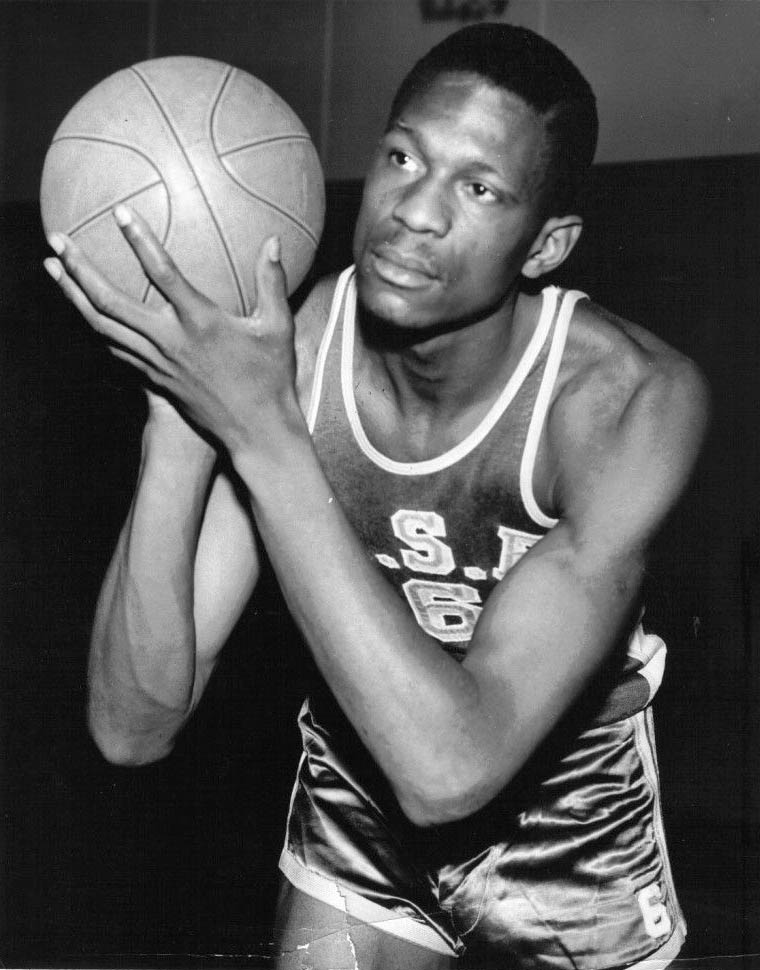
Bill Russell jedyny laureat wśród reprezentantów uczelni San Francisco.

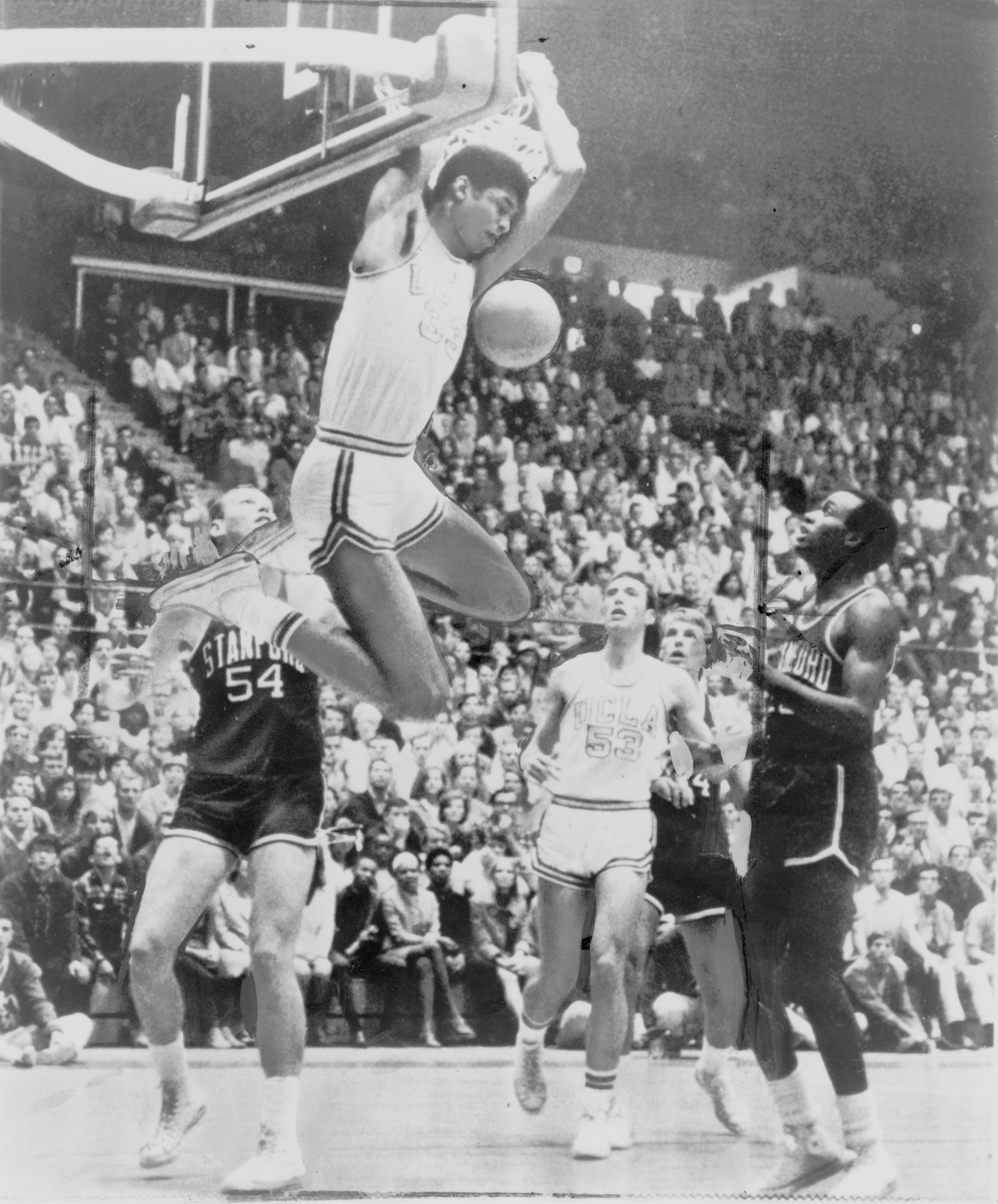
Lew Alcindor (później Kareem Abdul-Jabbar) został trzykrotnym laureatem nagrody.

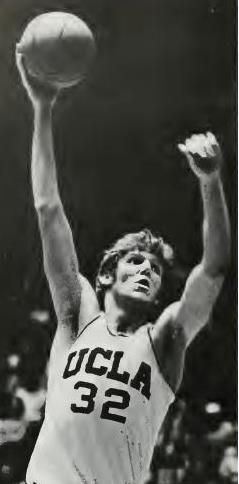
Bill Walton z UCLA, zwycięzca z 1972 i 1973 roku.

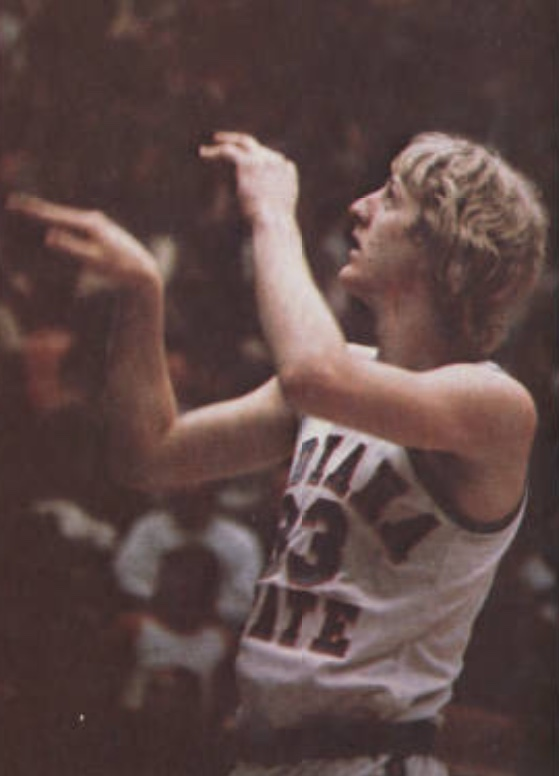
Larry Bird został ostatnim nagrodzonym, w 1979 roku.

| †            | Zawodnicy współdzielący nagrodę w danym sezonie               |
| *            | Wybrany do Koszykarskiej Galerii Sław                         |
| Zawodnik (X) | Oznacza liczbę nagród, uzyskanych przez tego samego zawodnika |
| Freshman     | Zawodnik pierwszego roku                                      |
| Sophomore    | Zawodnik drugiego roku                                        |
| Junior       | Zawodnik trzeciego roku                                       |
| Senior       | Zawodnik ostatniego roku                                      |

| Sezon    | Zawodnik             | Uczelnia             | Pozycja               | Status    |
| -------- | -------------------- | -------------------- | --------------------- | --------- |
| 1904–05  | Christian Steinmetz* | Wisconsin            | Skrzydłowy            |           |
| 1905–06  | George Grebenstein   | Dartmouth            | Skrzydłowy            | Junior    |
| 1906–07  | Gilmore Kinney       | Yale                 | Skrzydłowy            | Senior    |
| 1907–08  | Charles Keinath      | Pensylwania          | Skrzydłowy            | Junior    |
| 1908–09  | John Schommer*       | Chicago              | Środkowy              | Senior    |
| 1909–10  | Harlan "Pat" Page    | Chicago              | Obrońca               | Senior    |
| 1910–11  | Ted Kiendl           | Kolumbia             | Skrzydłowy            | Senior    |
| 1911–12  | Otto Stangel         | Wisconsin            | Skrzydłowy            |           |
| 1912–13  | Eddie Calder         | St. Lawrence         | Skrzydłowy            |           |
| 1913–14  | Gil Halstead         | Cornell              | Środkowy              | Senior    |
| 1914–15  | Ernest Houghton      | Union (NY)           |                       | Senior    |
| 1915–16  | George Levis         | Wisconsin            | Skrzydłowy            | Senior    |
| 1916–17  | Ray Woods            | Illinois             | Obrońca               | Senior    |
| 1917–18  | Bill Chandler        | Wisconsin            | Środkowy              | Senior    |
| 1918–19  | Erling Platou        | Minnesota            | Obrońca               | Junior    |
| 1919–20  | Howard Cann*         | NYU                  |                       | Senior    |
| 1920–21  | George Williams      | Missouri             | Środkowy              | Senior    |
| 1921–22  | Charles Carney       | Illinois             | Środkowy              | Senior    |
| 1922–23  | Paul Endacott*       | Kansas               | Obrońca               | Senior    |
| 1923–24  | Charlie T. Black     | Kansas               | Obrońca               | Senior    |
| 1924–25  | Earl Mueller         | Colorado College     | Środkowy              | Senior    |
| 1925–26  | Jack Cobb            | Karolina Północna    | Skrzydłowy            | Senior    |
| 1926–27  | Vic Hanson*          | Syracuse             | Skrzydłowy            | Senior    |
| 1927–28  | Victor Holt          | Oklahoma             | Środkowy              | Senior    |
| 1928–29  | John "Cat" Thompson* | Montana State        | Skrzydłowy            | Junior    |
| 1929–30  | Chuck Hyatt*         | Pittsburgh           | Obrońca               | Senior    |
| 1930–31  | Bart Carlton         | Ada Teachers College |                       |           |
| 1931–32  | John Wooden*         | Purdue               | Obrońca               | Junior    |
| 1932–33  | Forest Sale          | Kentucky             | Skrzydłowy / Środkowy | Senior    |
| 1933–34  | Wesley Bennett       | Westminster (PA)     | Środkowy              | Senior    |
| 1934–35  | Leroy Edwards        | Kentucky             | Środkowy              | Sophomore |
| 1935–36  | John Moir            | Notre Dame           | Skrzydłowy            | Sophomore |
| 1936–37  | Hank Luisetti        | Stanford             | Skrzydłowy            | Sophomore |
| 1937–38  | Hank Luisetti* (2)   | Stanford             | Skrzydłowy            | Junior    |
| 1938–39  | Chet Jaworski        | Rhode Island         | Skrzydłowy            | Senior    |
| 1939–40  | George Glamack       | Karolina Północna    | Środkowy              | Junior    |
| 1940–41  | George Glamack (2)   | Karolina Północna    | Środkowy              | Senior    |
| 1941–42  | Stan Modzelewski     | Rhode Island         | Obrońca / Skrzydłowy  | Senior    |
| 1942–43  | George Senesky       | Saint Joseph's       | Obrońca               | Senior    |
| 1943–44  | George Mikan*        | DePaul               | Środkowy              | Junior    |
| 1944–45  | George Mikan* (2)    | DePaul               | Środkowy              | Senior    |
| 1945–46  | Bob Kurland*         | Oklahoma A&M         | Środkowy              | Senior    |
| 1946–47  | Gerald Tucker        | Oklahoma             | Środkowy              | Senior    |
| 1947–48  | Ed Macauley*         | Saint Louis          | Środkowy              | Junior    |
| 1948–49  | Tony Lavelli         | Yale                 | Skrzydłowy            | Senior    |
| 1949–50  | Paul Arizin*         | Villanova            | Skrzydłowy            | Senior    |
| 1950–51  | Dick Groat           | Duke                 | Obrońca               | Junior    |
| 1951–52  | Clyde Lovellette*    | Kansas               | Skrzydłowy / Środkowy | Senior    |
| 1952–53  | Bob Houbregs*        | Washington           | Środkowy              | Senior    |
| 1953–54  | Tom Gola*            | La Salle             | Obrońca / Skrzydłowy  | Senior    |
| 1954–55  | Bill Russell*        | San Francisco        | Środkowy              | Junior    |
| 1955–56  | Bill Russell* (2)    | San Francisco        | Środkowy              | Senior    |
| 1956–57  | Lennie Rosenbluth    | Karolina Północna    | Skrzydłowy            | Senior    |
| 1957–58  | Elgin Baylor*        | Seattle              | Skrzydłowy / Środkowy | Junior    |
| 1958–59  | Oscar Robertson*     | Cincinnati           | Obrońca               | Junior    |
| 1959–60  | Oscar Robertson* (2) | Cincinnati           | Obrońca               | Senior    |
| 1960–61  | Jerry Lucas*         | Ohio State           | Skrzydłowy / Środkowy | Junior    |
| 1961–62  | Paul Hogue           | Cincinnati           | Środkowy              | Senior    |
| 1962–63  | Art Heyman           | Duke                 | Obrońca               | Senior    |
| 1963–64  | Walt Hazzard         | UCLA                 | Obrońca               | Senior    |
| 1964–65† | Bill Bradley*        | Princeton            | Obrońca / Skrzydłowy  | Senior    |
| 1964–65† | Gail Goodrich*       | UCLA                 | Obrońca               | Senior    |
| 1965–66  | Cazzie Russell       | Michigan             | Obrońca / Skrzydłowy  | Senior    |
| 1966–67  | Lew Alcindor*        | UCLA                 | Środkowy              | Sophomore |
| 1967–68  | Lew Alcindor* (2)    | UCLA                 | Środkowy              | Junior    |
| 1968–69  | Lew Alcindor* (3)    | UCLA                 | Środkowy              | Senior    |
| 1969–70† | Pete Maravich*       | LSU                  | Obrońca               | Senior    |
| 1969–70† | Sidney Wicks         | UCLA                 | Skrzydłowy / Środkowy | Junior    |
| 1970–71† | Austin Carr          | Notre Dame           | Obrońca               | Senior    |
| 1970–71† | Sidney Wicks (2)     | UCLA                 | Skrzydłowy / Środkowy | Senior    |
| 1971–72  | Bill Walton*         | UCLA                 | Środkowy              | Junior    |
| 1972–73  | Bill Walton* (2)     | UCLA                 | Środkowy              | Senior    |
| 1973–74  | David Thompson*      | NC State             | Obrońca / Skrzydłowy  | Junior    |
| 1974–75  | David Thompson* (2)  | NC State             | Obrońca / Skrzydłowy  | Senior    |
| 1975–76† | Kent Benson          | Indiana              | Środkowy              | Junior    |
| 1975–76† | Scott May            | Indiana              | Skrzydłowy            | Senior    |
| 1976–77  | Marques Johnson      | UCLA                 | Obrońca               | Senior    |
| 1977–78  | Jack Givens          | Kentucky             | Obrońca / Skrzydłowy  | Senior    |
| 1978–79  | Larry Bird*          | Indiana State        | Skrzydłowy            | Senior    |